# Sunny (Fernsehserie)
Sunny ist eine Fernsehserie aus dem Jahr 2024 mit Rashida Jones, Showrunnerin ist Katie Robbins. Die Veröffentlichung der Science-Fiction-Mystery-Serie auf Apple TV+ erfolgte wöchentlich ab dem 10. Juli 2024. Die Serie basiert auf dem Roman The Dark Manual von Colin O’Sullivan.

## Handlung
Die Amerikanerin Suzie lebt in Kyoto in Japan. Ihr Ehemann Masa Sakamoto und ihr Sohn werden nach einem Flugzeugabsturz vermisst. Als Trost erhält sie vom Arbeitgeber ihres Mannes, einer Robotik-Firma, den Haus-Roboter Sunny.
Suzie steht dem Roboter zunächst skeptisch gegenüber. Allmählich freundet sie sich mit Sunny an; gemeinsam versuchen sie herauszufinden, was tatsächlich mit Suzies Mann und ihrem Sohn passiert ist.

## Besetzung und Synchronisation
Die deutschsprachige Synchronisation übernahm die FFS Film- & Fernseh-Synchron. Dialogregie führte Solveig Duda, das Dialogbuch schrieben Stephanie Kellner und Andrea Pichlmaier.
| Rolle           | Darsteller          | Synchronsprecher    |
| --------------- | ------------------- | ------------------- |
| Suzie Sakamoto  | Rashida Jones       | Stefanie Dischinger |
| Masa Sakamoto   | Hidetoshi Nishijima | Benedikt Gutjan     |
| Sunny           | Joanna Sotomura     | Farina Brock        |
| Mixxy           | Annie the Clumsy    | Marcia von Rebay    |
| Noriko Sakamoto | Judy Ongg           | Bettina Redlich     |
| Zen             |                     | Jacob Kellner       |

## Produktion und Hintergrund
Die Dreharbeiten fanden in Japan statt. Die Serie wurde von A24 produziert, als Executive Producer fungierten Katie Robbins, Lucy Tcherniak, Rashida Jones, Ravi Nandan und Jess Lubben.
Für Rashida Jones ist Sunny das vierte Projekt bei Apple TV+ nach dem Film On the Rocks von Sofia Coppola, dem dystopischen Drama Wool und der Serie Silo und die zweite Zusammenarbeit von Apple, A24 und Jones nach On the Rocks. Nach der ersten Staffel wurde die Serie abgesetzt.

## Episodenliste
| Nr. (ges.) | Nr. (St.) | Deutscher Titel            | Originaltitel             | Erstausstrahlung USA | Deutschsprachige Erstausstrahlung (D) | Regie           | Drehbuch                    |
| ---------- | --------- | -------------------------- | ------------------------- | -------------------- | ------------------------------------- | --------------- | --------------------------- |
| 1          | 1         | Schlaf ein!                | He’s in Refrigerators     | 10. Juli 2024        | 10. Juli 2024                         | Lucy Tcherniak  | Katie Robbins               |
| 2          | 2         | Entropie                   | Don’t Blame the Machine   | 10. Juli 2024        | 10. Juli 2024                         | Lucy Tcherniak  | Katie Robbins               |
| 3          | 3         | Code-Dealer                | Mmmm, Hinoki              | 17. Juli 2024        | 17. Juli 2024                         | Lucy Tcherniak  | Nancy Won                   |
| 4          | 4         | Flug 405                   | Sticky                    | 24. Juli 2024        | 24. Juli 2024                         | Lucy Tcherniak  | Kimi Howl Lee               |
| 5          | 5         | Pfirsichjunge              | Joey Sakamoto             | 31. Juli 2024        | 31. Juli 2024                         | Dearbhla Walsh  | Julissa Castillo            |
| 6          | 6         | Viel Spaß in Kyoto         | Kyoto Manju, So Delicious | 7. Aug. 2024         | 7. Aug. 2024                          | Lucy Tcherniak  | Aja Gabel                   |
| 7          | 7         | Auf der Suche              | There’s Been a Shift      | 14. Aug. 2024        | 14. Aug. 2024                         | Colin Bucksey   | Ken Kobayashi               |
| 8          | 8         | Der Käfer in der Schachtel | Trash or Not-Trash        | 21. Aug. 2024        | 21. Aug. 2024                         | Dearbhla Walsh  | Sarah Sutherland            |
| 9          | 9         | Wer ist in der Kiste?      | Who’s in the Box?         | 28. Aug. 2024        | 28. Aug. 2024                         | Makoto Nagahisa | Nancy Won und Yugo Nakamura |
| 10         | 10        | Das Dark Manual            | The Dark Manual           | 4. Sep. 2024         | 4. Sep. 2024                          | Colin Bucksey   | Katie Robbins und Aja Gabel |

## Rezeption
Jan Werner vergab auf filmtoast.de vier von fünf Punkten und schrieb, dass A24 einmal mehr nicht enttäusche und eine packende Near-Future-Sci-Fi-Show liefere, die vor intelligenten Einfällen nur so überschäume. Der Cast sei fantastisch, die Folgen entwickelten rasch eine hohe Sogwirkung und die Gedankenanstöße, die Sunny mitliefere, würden das Publikum auch darüber hinaus noch einige Zeit beschäftigen.
Eric Leimann meinte auf Prisma.de, dass die größte Stärke der Serie Rashida Jones und Hidetoshi Nishijima seinen, deren großartiges und facettenreiches Spiel eine manchmal etwas räuberpistolige Geschichte erde. Das Ganze sei äußerst hochwertig gefilmt, die Serie sehe wunderbar stilvoll aus.
Oliver Alexander lobte auf quotenmeter.de die atmosphärischen Inszenierung, Kameraführung und das Produktionsdesign sowie die schauspielerische Leistung von Rashida Jones. Die Handlung sei zwar spannend, verliere jedoch recht schnell an Fahrt. Die Serie versuche, zu viele Themen gleichzeitig zu behandeln, dadurch wirke das Narrativ oft überladen und die Erzählstruktur fragmentiert. Ein weiteres Problem liege in der Charakterentwicklung, neben Suzie blieben die meisten Figuren eindimensional.
Ähnlich schrieb Patrick Heidmann auf epd Film, die einzelnen Bestandteile von der exzellenten Kameraarbeit und den Kulissen bis hin zur immer einnehmenden Rashida Jones seien einfach zu gut zum Abschalten. Selbst wenn gerade an den Drehbüchern in ein paar zusätzlichen Überarbeitungsrunden noch ein wenig hätte nachjustiert werden können.
Yannick Vollweiler bewertete die „Mischung aus Sci-Fi, Mystery, Thriller und teilweise Comedy“ auf film-rezensionen.de mit sieben von zehn Punkten. Diese verspreche ein abwechslungsreiches Erlebnis, auch wenn sie streckenweise Probleme mit dem Tempo habe. Der langsame Aufbau sorge dafür, dass die Serie im letzten Drittel unverhältnismäßig an Fahrt gewinnen müsse und einen hastigen Abschluss finde.